# Compagnie du chemin de fer de Madras
La compagnie du chemin de fer de Madras (en anglais : Madras railway company (MR)) a joué un rôle de pionnier dans le développement des chemins de fer dans le sud de l'Inde, créée en 1845, elle est remplacée, après fusion, en 1908 par la compagnie Madras and Southern Mahratta Railway (en).

## Histoire

### Première compagnie (1845-1847)
La Compagnie du chemin de fer de Madras (en anglais : Madras railway company (MR)) est créée à Londres le 8 juillet 1845, mais n'ayant pas obtenue de concession elle est dissoute en 1847.

### Deuxième compagnie (1852-1907)
En 1852, une nouvelle, et provisoire, Compagnie du chemin de fer de Madras (MR) est créée, avec pour objet l'achat de terrains en Indes Orientales pour créer et exploiter des lignes de chemin de fer. Au mois de décembre 1952, elle signe un accord avec la Compagnie britannique des Indes orientales pour construire une ligne de Madras vers la côte ouest. Mais, n'ayant d'existence officielle elle fait les démarches nécessaires qui aboutissent en 1953. Elle signe un contrat avec la Compagnie britannique des Indes orientales, ce qui lui permet notamment d'obtenir le transfert des  propriétés de la première société. En contrepartie la Compagnie des Indes orientales dispose d'un administrateur et peut, au moment qui lui convient acheter l'entreprise pour une utilisation à sa convenance.
À son inventaire, au 31 décembre 1877, l'MR disposait de 150 locomotives, 3 223 wagons, 391 voitures.
En 1880, « les chemins de fer de l'Inde britannique » concernent huit compagnies privées, notamment la Compagnie MR, qui dispose, d'un capital de 10 580 000 livres et de plusieurs lignes de chemin de fer dont le terminus est Madras, elles forment un réseau de 1 379 km.
Le 3 janvier 1889, la Compagnie MR achète, aux enchères à Londres, huit locomotives avec leur tender.
Le réseau de la Compagnie du chemin de fer de Madras est racheté par l'État indien le 31 décembre 1907. La Compagnie MR est fusionnée avec la Mahratta Railway Compagny (Southern Mahratta Railway (en)), pour former le 1er janvier 1908 la Madras and southern Mahratta Railway Compagny (Madras and Southern Mahratta Railway (en)).